# Anthony Kesselly
Anthony V. Kesselly (geb. vor 1980) ist ein liberianischer Exilpolitiker und Lobbyist.

## Leben
Der zum westafrikanischen Volk der Mandinka gehörende Kesselly arbeitete als Regierungsbeamter unter Präsident William R. Tolbert junior. Er floh 1980 beim Ausbruch des Liberianischen Bürgerkrieges in die Vereinigten Staaten.
Kesselly hat in den USA einen Hochschulabschluss in Sozialwissenschaften an der Temple University’s Graduate School of Social Administration erworben und war lange Präsident der Union of Liberian Association in the Americas (ULAA). In dieser Funktion leistete er Lobbyarbeit für den Wiederaufbau Liberias bei der Regierung der Vereinigten Staaten von Amerika. Im Juni 2009 besuchte Kesselly Liberia im Auftrag der ULAA und traf die liberianische Präsidentin Ellen Johnson-Sirleaf und weitere Politiker des Landes. Seine Führungsposition bei der ULAA wurde ihm von Mariah Seton und anderen Exil-Liberianern streitig gemacht, Kesselly warf er Egoismus und undemokratisches Verhalten vor.
Kesselly lebt in den USA.